# Auto-Ette Company
Auto-Ette Company war ein US-amerikanischer Hersteller von Automobilen.

## Unternehmensgeschichte
Das Unternehmen aus Chrisman in Illinois stellte 1913 einige Automobile her. Der Markenname lautete Auto-Ette.
Es bestand keine Verbindung zur Manistee Auto Company aus Manistee in Michigan, die gleichzeitig ein ähnliches Fahrzeug als Autoette vermarktete.

## Fahrzeuge
Das einzige Modell wird als Cyclecar bezeichnet, obwohl unklar ist, ob es die Kriterien für Cyclecars bezüglich Hubraum und Leergewicht erfüllte. Ein luftgekühlter V2-Motor von Spacke mit 9 PS Leistung trieb über eine Kardanwelle die Hinterachse an. Das Fahrgestell hatte 244 cm Radstand. Eine Abbildung zeigt einen offenen Zweisitzer.